# Каханов, Василий Аполлонович
Коханов (Каханов), Василий Аполлонович (1 января 1830 — 28 декабря 1901) — генерал-лейтенант, участник Венгерского похода 1849 г., и кампании 1854 г.

## Биография
Происходил из дворян Тамбовской губернии.
Образование получил в 1-м кадетском корпусе, из которого выпущен по 2-му разряду 14 августа 1847 года корнетом в армейскую кавалерию и 21 августа был прикомандирован Образцовому кавалерийскому полку.
23 октября 1848 года определён в Белорусский гусарский полк. В 1849 году принимал участие в Венгерском походе и 3 октября того же года получил чин поручика.
7 апреля 1850 года переведён в лейб-гвардии Конно-гренадерский полк с переименованием в прапорщики гвардии (старшинство в чине установлено с 25 июня 1851 года) и далее получил чины поручика (30 марта 1852 года), штабс-капитана (15 апреля 1856 года) и капитана (3 апреля 1860 года). 22 августа 1854 года он был назначен старшим адъютантом штаба Гвардейского резервного кавалерийского корпуса и командирован в Крым, где принял участие в боях против соединённой англо-французской армии.
С 27 декабря 1855 года Коханов вновь служил в лейб-гвардии Конно-Гренадерском полку, где с 19 декабря 1860 года он командовал эскадроном, 4 апреля 1860 года произведён в полковники, с 4 декабря 1864 года был членом полкового хозяйственного комитета и с 21 декабря того же года командовал Учебно-кавалерийским эскадроном (по другим данным эту должность занимал с 18 ноября 1869 года), а с 18 ноября 1869 года командовал 10-м драгунским Новгородским полком. 22 февраля 1876 года был произведён в генерал-майоры и назначен командиром 2-й бригады 14-й кавалерийской дивизии, а 4 июня 1883 года получил в командование 6-ю кавалерийскую дивизию. 30 августа 1886 года произведён в генерал-лейтенанты.
19 февраля 1890 года назначен состоять в распоряжении генерал-инспектора кавалерии, а с 21 июня 1891 года состоял при военном министре для поручений по кавалерийской части, с 7 июня 1895 года значился в распоряжении военного министра с зачислением по армейской кавалерии.
Скончался 28 декабря 1901 года в Санкт-Петербурге, из списков исключён 14 января 1902 года. Похоронен на Никольском кладбище Александро-Невской лавры.

## Награды
Среди прочих наград Каханов имел ордена:
- Орден Святого Станислава 3-й степени (1856 год)
- Орден Святой Анны 3-й степени (1859 год)
- Орден Святого Станислава 2-й степени (1861 год, императорская корона к этому ордену пожалована 4 апреля 1864 года)
- Орден Святой Анны 2-й степени (1866 год, императорская корона к этому ордену пожалована 30 августа 1868 года)
- Орден Святого Владимира 4-й степени (19 декабря 1870 года)
- Орден Святого Владимира 3-й степени (19 января 1875 года)
- Орден Святого Станислава 1-й степени (30 августа 1880 года)
- Орден Святой Анны 1-й степени (6 мая 1884 года)
- Орден Святого Владимира 2-й степени (30 августа 1891 года)
- Орден Белого орла (3 октября 1898 года, по случаю исполнившегося 50-летия службы в офицерских чинах)[6]